# Aasa Helgesen
Aasa Helgesen, född Røinesdal 11 februari 1877, död 29 april 1968, var en norsk barnmorska och Norges första kvinnliga kommunstyrelseordförande under åren 1926–1928 på ön Utsira.

## Bakgrund
Helgesen hade sin huvudsakliga barndom på en gård i Bjelland kommun som numera ingår i Marnardals kommun i Vest-Agder fylke. Efter avslutad skolgång tjänstgjorde hon som piga på en gård i trakten, men ville studera vidare. Hon fick ett lån på 300 kronor av gårdsägaren samt länsmannen för att utbilda sig till barnmorska i Kristiania, en utbildning som hon avslutade 1902. Hon fick inte den utlysta tjänsten i hemkommunen utan sökte då anställning i andra delar av landet och kunde tillträda barnmorsketjänsten på Utsira våren 1903. År 1907 gifte hon sig med fiskaren och bonden Sivert Helgesen och fick med honom åtta barn.
Man beräknar att hon hjälpte omkring 400 barn till världen under sin aktiva barnmorsketjänst mellan åren 1903 och 1942.

## Valet 1925
Utsira blev egen kommun sommaren 1924 och en interimsstyrelse tillsattes med Sivert Helgesen som ordförande och val till fast styrelse bestämdes till 29 oktober 1925. Valet var utformat som flertalsval till de 12 ledamötesplatserna, det vill säga platserna tillsattes av den som stod på tur med flest röster allteftersom platserna tillsatts. Valdeltagandet var lågt både på grund av ointresse men också att en stor del av att den manliga befolkningen var ute till havs för fiske och sjöfart. 48 personer röstade, 41 män och 7 kvinnor av 183 röstberättigade. Några förtryckta röstsedlar fanns ej utan den röstande fick ha med sig en handskriven röstsedel och lägga ner. I samband med valet distribuerades en röstsedel med 12 kvinnonamn och den fick 24 röstande och därmed skulle samtliga ingå i styrelsen. Länsman Lunde var emot kvinnligt kommunstyredeltagande och överklagade resultatet liksom ett par andra män, men överklagandena avslogs. Länsman ombesörjde dock att ett av kvinnonamnen ströks av ej helt klarlagd orsak. Gustav Hansen som då skulle ingå i styrelsen vägrade och Aasa Helgesens make Sivert Helgesen gick in i hans ställe då styrelsen tillträdde januari 1926. Länsman Lunde kom sedan att samarbeta väl med kommunstyrelsen.
Ryktet om valutgången spreds över världen och lyckönskningstelegram kom bland annat från Mexiko. På Utsira var emellertid valresultatet skambelagt och det var först på 1990-talet som resultatet inklusive avlagda röstsedlar kom fram. Så sent som vid inspelning av en dokumentärfilm 1994 var det svårt att få information.
Historien bakom röstsedlarna med kvinnonamn är inte helt klarlagd. Reidar Nordaas var en styrman som gift in sig på Utsira och 1923 fått tjänst som assistent på Utsira radio. Han blev huvudmisstänkt för att ha skrivit röstsedlarna och sedan låtit distribuera dem. I intervjuer medgav han att han kände till vad som skett men angav inte klart vilken roll han eventuellt hade haft.

## Styrelseordförande
Aasa Helgesen valdes till kommunstyrelsens ordförande då hennes make avstod. Bevarade protokoll och ekonomiska redovisningar visar att kommunens angelägenheter sköttes väl och utan misshälligheter medlemmarna emellan, vilket hade förutspåtts.

## Valet 1928 och senare
Vid valet 1928 var valdeltagandet 145 av 190 röstberättigade och kommunens kvinnor ställde inte upp som kandidater, varför styrelsen åter fick helt manlig sammansättning och med Sivert Helgesen som ordförande.
Det dröjde till 1980 innan någon kvinna åter valdes in i Utsira kommunstyrelse och då blev det tre på en gång. Kommunens nästa kvinnliga kommunstyrelseordförande tillträdde 2012, den då 28-åriga Marte Eide Klovning, som sedan omvalts. Även hennes ordförandeskap kom abrupt på.
I Norge tog det lång tid innan kvinnor etablerades som kommunstyrelseordförande. Den första efter Helgesen var Margit Haslund i Lillehammer i Opplands fylke som blev tillförordnad kommunstyrelseordförande 1940. Hon tillsattes då ordinarie ordförande behövde ledigt och vice ordförande ansåg det olämpligt att ta uppdraget på grund av hans medverkan då norska guldreserven transporterades ut ur landet för att inte falla i tyskarnas händer. Den tyska ockupationsmakten ändrade under året på norsk förvaltning så uppdrag som kommunstyrelseordföranden drogs in. Haslunds ämbetstid kom därför bara att vara åtta månader. 
Det dröjde till 1955 då Anna Herland tillträdde som ordinarie ordförande i Solunds kommun i Sogn og Fjordane fylke. Hon satt en ämbetsperiod och slutade sedan på grund av stor arbetsbörda både hemma och i det kommunala uppdraget kombinerat med ibland strapatsrika resor till och från sin hemö in till kommuncentret